# 里东礁
，位于南中国海南沙群岛北康暗沙中部，为一座暗礁。现为马来西亚实际控制，中华人民共和国和中华民国称对其拥有主权。

## 名稱
美国地名委员会使用的名称为“Tripp Reef”（特里普礁），马来西亚称为“Terumbu Litong”（里东礁），中国则称北安礁。
1935年中华民国水陆地图审查委员会审定公布《中国南海各岛屿华英地名对照一览表》，Tripp Reef並不在列。1947年中华民国内政部公布的《南海诸岛新旧名称对照表》也是如此。1983年中华人民共和国中国地名委员会公布的《我国南海诸岛部分标准地名》，则使用了“北安礁”的名称。

## 歷史
里东礁位于南中国海南沙群岛北康暗沙中部，在当阿惹破礁以北，水深约3.6米。
里东礁现由马来西亚政府实际控制，中華人民共和國政府和中華民國政府亦声称拥有其主权。

## 参阅
- 北康暗沙
- 鲁克尼亚暗沙群